# Bézaudun-sur-Bîne
Bézaudun-sur-Bîne è un comune francese di 90 abitanti situato nel dipartimento della Drôme della regione dell'Alvernia-Rodano-Alpi.

## Società

### Evoluzione demografica
Abitanti censiti